# Schulenburg (Langenhagen)
Schulenburg ist ein Ortsteil der Stadt Langenhagen in der niedersächsischen Region Hannover.

## Geografie
Schulenburg liegt südwestlich des Flughafens Hannover in Teilen direkt an der Landebahn; die nördliche Landebahn verläuft über die Gemarkung. Östlicher Nachbarort ist Godshorn, im Süden der hannoversche Stadtteil Nordhafen und westlich Engelbostel.
Der Ort teilt sich die zwischen dem Naturschutzgebiet Kananohe im Norden und dem Gewerbegebiet Schulenburg im Süden des Gemeindegebiets in Schulenburg-Nord, Schulenburg-Mitte und, durch die Bundesautobahn A 352 getrennt, Schulenburg-Süd auf. Die Verbindung zwischen Schulenburg und Schulenburg-Nord wurde in den 1950er Jahren durch den Bau der südlichen Start- und Landebahn des Flughafens Hannover-Langenhagen unterbrochen; seitdem erfolgt die Anbindung von Schulenburg-Nord über Engelbostel. Durch die Entwicklung eines großen Neubaugebiets an der Dorfstraße schließt sich die Landschaftsfuge zur westlich gelegenen Ortschaft Engelbostel. Damit wachsen Schulenburg-Mitte und Engelbostel faktisch zusammen.
Schulenburg-Nord existiert kaum noch. Dieser kleinste Teil der Ortschaft mit ursprünglich 50 Einwohnern liegt zwischen den Start- und Landebahnen. Mittlerweile besteht er nur noch aus 2 Wohnhäusern, einem Betrieb und dem Jagdklub. Der Flughafen kauft einzelne Grundstücke auf; verlassene Gebäude wurden abgerissen. Es wird erwartet, dass Schulenburg-Nord mittelfristig den Ausbauplänen des Flughafens weichen wird. Westlich des Flughafens entsteht auf den Schulenburger Ackerflächen ein neun Hektar großes Industriegebiet Airport-West, das durch einen Tunnel unter dem Flughafengelände hindurch von Osten und somit nicht über Schulenburg erschlossen ist.

## Geschichte
Der Name Schulenburg entwickelte sich von „Schulenborch“, was bei der Besiedelung durch Waldrodung um 1200 eine Bedeutung im Sinne von „zum Bergeort (Versteck)“ hatte.
Erste urkundliche Erwähnung fand Schulenburg im Jahr 1308. Die 700-Jahr-Feier des Ortes wurde 2008 u. a. mit einem Ritterfest gewürdigt. Der Lüneburgische Erbfolgekrieg brachte Schulenburg 1371 in die Verwaltung der Vogtei Lauenrode. Eine Steuerliste von 1585 weist acht Bauern aus, die in Schulenburg wohnten.

### Eingemeindungen
Zur Gebietsreform in Niedersachsen wurde Schulenburg am 1. März 1974 in die Stadt Langenhagen eingegliedert.

### Einwohnerentwicklung
| Jahr | Einwohner | Quelle |
| ---- | --------- | ------ |
| 1910 | 300       | [ 4 ]  |
| 1925 | 417       | [ 5 ]  |
| 1933 | 383       | [ 5 ]  |
| 1939 | 454       | [ 5 ]  |
| 1950 | 917       | [ 6 ]  |
| 1956 | 788       | [ 6 ]  |
| 1973 | 16030     | [ 1 ]  |
| 2016 | 19850     | [ 7 ]  |
| 2020 | 23560     | [ 2 ]  |

|  |

## Politik

### Ortsrat
Der Ortsrat von Schulenburg setzt sich aus einer Ratsfrau und sechs Ratsherren folgender Parteien zusammen (Stand 15. Juli 2022):
- CDU: 4 Sitze: Lutz Döpke, Christian Kaufmann, Birte Auf dem Berge, Robin Paperitz
- SPD: 2 Sitze: Friedhelm Grote, Fadil Duran
- Bündnis 90/Die Grünen: 1 Sitz: Barbara Daum

(Stand: Kommunalwahl 2021)

### Ortsbürgermeister
Der Ortsbürgermeister von Schulenburg ist Lutz Döpke (CDU). Sein Stellvertreter ist Friedhelm Grote (SPD).

### Wappen
Der Entwurf des Kommunalwappens von Schulenburg stammt von dem Heraldiker und Grafiker Alfred Brecht, der sämtliche Wappen in der Region Hannover entworfen hat. Die Genehmigung des Wappens wurde am 15. Februar 1962 durch den Regierungspräsidenten in Hannover erteilt.
| Wappen von Schulenburg | Blasonierung: „Rot : Gold geteilt, oben ein schreitender, herschauender, blau-bewehrter, goldener Löwe (Leopard), unten aus dem Schildfuß wachsend ein ausgehöhlter, grüner Stamm mit je einem abgestorbenen Astauswuchs rechts und links, begleitet von je einer grünen Eichel.“ |
| Wappen von Schulenburg | Wappenbegründung: Mit dem goldenen Löwen (Leoparden) auf rotem Grund wird die jahrhundertelange Oberherrschaft der Welfenfürsten seit der Frühzeit symbolisiert; der hohle Stamm soll von dem Ortsnamen „Versteck“ und zugleich den hier gerodeten Wald versinnbildlichen. Allein die Ortsgeschichte und der gedeutete Ortsname boten der Gestaltung des Gemeindewappens somit wesentlichen Anhalt. |

## Kultur und Sehenswürdigkeiten
In Schulenburg-Nord befindet sich direkt an der Nordlandebahn des Flughafens Hannover einer der bekannten örtlichen Planespotter-Plätze, an denen landende Flugzeuge in unmittelbarer Nähe vorbeifahren.
In Schulenburg-Süd befindet sich das Naherholungsgebiet Südsee, das 1986 in den Besitz der Stadt Langenhagen kam.
Baudenkmäler

## Wirtschaft und Infrastruktur
In Schulenburg-Mitte befinden sich eine Kindertagesstätte, das Dorfgemeinschaftshaus sowie das Schützenhaus, Heimat des SSV Schulenburg, und ein Angelsee.
Das gemeinsame Feuerwehrhaus der Feuerwehren von Engelbostel und Schulenburg am Stadtweg in Engelbostel wurde 2019 feierlich eingeweiht.
Schulenburg-Süd ist durch eine intensive Gewerbeansiedlung geprägt und hier befindet sich an der Durchgangsstraße auch der einzige Supermarkt des Ortes.
Schulenburg wird von zwei Buslinien des GVH versorgt (460 und 480). Sie bieten sowohl Binnenverbindungen als auch Fahrmöglichkeiten von und nach Hannover, Langenhagen, Garbsen, Resse und Mandelsloh.
Der Ortsteil hat keine eigene Kirchengemeinde und keine Grundschule. Die Schulenburger Kinder gehen zur Grundschule Engelbostel und der evangelische Teil der Bevölkerung gehört zur Martinsgemeinde Engelbostel. Die katholische Bevölkerung gehört zur St.-Hedwig-Gemeinde in Hannover-Vinnhorst.

## Söhne und Töchter des Ortes
- Friedrich Klug (1908–1943), Buchhalter, Widerstandskämpfer und politisch Verfolgter des NS-Regimes